# Колобяков, Александр Филаретович
Александр Филаретович Колобяков (1896 — 1958) — политработник Вооружённых сил СССР, генерал-майор (1942).

## Биография
Родился в семье рабочего. 
В 1914 призван в царскую армию, участник 1‑й мировой войны. 
В 1918 вступил в РККА, в 1919 в РКП(б). Окончил командные курсы в 1920, курсы высшего политического состава в 1938, высшие курсы усовершенствования политического состава при Военно-политической академии имени В. И. Ленина в 1947. 
Участник Гражданской войны, с 1920 командир взвода, роты, батальона. В 1924—1927 помощник начальника территориального управления по политической части. В 1927—1929 и 1930—1936 военком полка. В 1936—1937 заместитель начальника, начальник политического отдела дивизии. В 1937 и 1939 военком корпуса. С октября 1939 член Военного совета Одесского военного округа. 
В Великую Отечественную войну с 22 июня по 13 сентября 1941 член Военного совета 9‑й армии, с ноября 1941 Военного совета 61‑й армии, с 24 декабря 1941 по 11 апреля 1942 — Брянского фронта. С 1942 член Военного совета Сибирского военного округа, с июля 1945 Западно-Сибирского военного округа. 
После войны на политических должностях в армии, с 1953 в отставке. Жил в Подмосковье в офицерском посёлке Шереметьевский (Долгопрудный).
Похоронен на территории Новодевичьего монастыря.

## Звания
- младший унтер-офицер;
- прапорщик;
- дивизионный комиссар;
- корпусной комиссар (19 июня 1940);
- генерал-майор (6 декабря 1942).[5][6]

## Награды
- Орден Ленина;
- Два ордена Красного Знамени;
- Орден Богдана Хмельницкого 2-й степени;
- Медали.